# 77e division d'infanterie (Allemagne)
Pour les articles homonymes, voir 77e division d'infanterie.
La  77e division d'infanterie  (en allemand : 77. Infanterie-Division ou 77. ID) est une des divisions d'infanterie de l'armée allemande (Wehrmacht) durant les Première et Seconde Guerre mondiale.

## Création
La 77e division d'infanterie est formée le 15 janvier 1944 à Wurtzbourg dans le Wehrkreis V sur le terrain d'entraînement de Münsingen en tant qu'élément de la 25. Welle (25e vague de mobilisation) et à partir de l'état-major de la 355e division d'infanterie dissoute et du personnel de la 364e division d'infanterie, dissoute également.
Elle est envoyée en France en mai 1944 et incorporée dans le 84e corps d'armée au sein de la 7e armée en Normandie sur le flanc gauche de la défense allemande. Elle subit de lourdes pertes sous les attaques américaines et en juillet 1944. Pratiquement anéantie, elle prend le nom de Kampfgruppe Bacherer sous les ordres de l'Oberst der Reserve Rudolf Bacherer avant qu'elle ne soit complètement détruite à Saint-Malo le 15 août 1944.

## Organisation

### Commandants
| Date                             | Grade              | Commandant      |
| -------------------------------- | ------------------ | --------------- |
| 1er février 1944 - 25 avril 1944 | Generalleutnant    | Walter Poppe    |
| 25 avril 1944 - 1er mai 1944     | Oberst der Reserve | Rudolf Bacherer |
| 1er mai 1944 - 18 juin 1944      | Generalleutnant    | Rudolf Stegmann |
| 18 juin 1944 - 15 août 1944      | Oberst der Reserve | Rudolf Bacherer |

### Officiers d'opérations (Generalstabsoffiziere (Ia))
| Date                      | Grade               | Commandant    |
| ------------------------- | ------------------- | ------------- |
| 1er mars 1944 - Août 1944 | Oberstleutnant i.G. | Wolf Seiffert |

## Théâtres d'opérations
- France : Février 1944 - Août 1944
- 10 juin - début août : combats en Normandie (Cotentin), aux côtés des 91.ID, 243.ID puis 353.ID
- 7 août au 17 août 1944 : bataille de Saint-Malo

## Ordre de batailles
- Grenadier-Regiment 1049
- Grenadier-Regiment 1050
- Artillerie-Regiment 177
  - I. Abteilung
  - II. Abteilung
  - III. Abteilung
- Pionier-Bataillon 177
- Panzerjäger-Abteilung 177
- Nachrichten-Abteilung 177
- Feldersatz-Bataillon 177
- Versorgungseinheiten 177

## Décorations
Des membres de cette division ont été récompensés à titre personnel pour leurs faits de guerre :
- Croix allemande
  - en Or : 3
- Croix de chevalier de la Croix de fer
  - 4